# UB 122
UB 122 war ein deutsches U-Boot vom Typ UB III der Kaiserlichen Marine während des Ersten Weltkrieges.

## Beschreibung
UB 122 wurde von der AG Weser in Bremen gebaut (Kiellegung 21. Mai 1917, Stapellauf 2. Februar 1918) und am 4. März 1918 unter dem Kommando von Oberleutnant zur See Friedrich Träger in Dienst gestellt. Später übernahm Oberleutnant zur See Alexander Magnus das Kommando.
UB 122 führte zehn Torpedos mit sich und war mit vier Bugtorpedorohren, einem Hecktorpedorohr und einem 8,8-cm-Decksgeschütz bewaffnet. Die Besatzung bestand aus drei Offizieren und 31 Mann. Mit zwei Treibölbunkern (35 + 36 t Treiböl) hatte es bei Überwasserfahrt eine Reichweite von 8.500 sm (15.742 km) bei 6 kn (11,1 km/h). Mit einer Batterieladung kam es unter Wasser bei 4 kn (7 km/h) bis zu 55 sm (102 km) weit. Die Maximalgeschwindigkeit betrug 13,6 kn (25,2 km/h) aufgetaucht und 8 kn (14,8 km/h) unter Wasser. Die Herstellungskosten beliefen sich auf 3.654.000 Mark. Die Länge des Bootes betrug 55,3 m bei einer Breite von 5,8 m und einem Tiefgang von 3,7 m. Es verfügte über zwei Antriebswellen. An jede Antriebswelle war eine 6-Zylinder-Körting-Dieselmaschine mit 550 PS (405 kW) für die Überwasserfahrt und ein Siemens-Schuckert-Elektromotor mit 394 PS (290 kW) für die Fahrt unter Wasser gekuppelt. Die zugelassene Tauchtiefe betrug 50 Meter und die Abtauchzeit 30 Sekunden.

## Einsätze
Bei der ersten Unternehmung vom 17. Juli bis zum 6. August 1918 steuerte UB 122 von Kiel auf dem Ostweg an die britische Ostküste. Die Fahrt blieb ohne Erfolg.
Die zweite Unternehmung vom 6. September bis zum 4. Oktober 1918 führte UB 122 von Helgoland um Schottland und Irland an die Küste Cornwalls. Am 4. Oktober 1918 legte UB 122 im Hafen von Wilhelmshaven an. Der Einsatz blieb ebenfalls ohne Erfolg.

## Verbleib
Entsprechend den Waffenstillstandsbedingungen wurde das U-Boot an Großbritannien ausgeliefert. Dort wurde es untersucht, die Maschinen und andere verwertbare Dinge wurden ausgebaut. Die Dieselmotoren wurden in den Zementwerken von Halling, Borough of Medway in Kent weiter genutzt. Dann sollte noch die Hülle des Bootes verschrottet werden. Auf der Schleppfahrt zum Abwrackplatz strandete es 1921 im Ästuar des River Medway vor der Mündung der Themse. Im Dezember 2013 wurde das Wrack nach einem Sturm in der Flussmündung des River Medway freigespült, jetzige Lage: 51° 25′ 50,4″ N, 0° 37′ 55″ O.